# Cochacharao
Cochacharao (del quechua : cocha 'laguna' + -charao 'que tiene, es una población peruana del Departamento de Pasco, que cuenta con una población de 1,5 mil habitantes (2005. Conforma un Centro Poblado del Distrito de San Francisco de Asís de Yarusyacán, de la Provincia de Pasco.
Cochacharao, tierra de la dinastía de los Tactas, fue constituido en el anexo del distrito de San Francisco de Asís de Yarusycán, creada por ley N.º.13693, dada por el Congreso de la República y promulgada en la casa de gobierno el 16 de septiembre de 1961. 
El 25 de noviembre de 1998 consiguió su creación como Municipalidad de Centro Poblado de Cochacharao mediante Resolución  Municipal Provincial Nro.140-98, anexando a los poblados de Villa Coraz´n de Cochac, Pachacrahuay, Yacutinco, Huancamachay y Joraoniyoc.
- Datos: Q5775837